# مولوانی
مولوانی (به مجاری:  Molvány) یک منطقهٔ مسکونی در مجارستان است که در ناحیه سیگت‌وار واقع شده‌است.